# بندر وحيشي
بندر وحيشي لاعب كرة قدم سعودي يلعب في نادي الطائي معار من نادي الرائد كمدافع.

## مسيرة اللاعب
لعب في الفئات السنية في نادي الهلال وأعير إلى نادي الجبلين في مطلع عام 2023 وانتقل إلى نادي الرائد في صيف عام 2023 وأعير إلى نادي الطائي في صيف عام 2024.